# Федулова Алевтина Василівна
Алевтина Василівна Федулова (Тімакова) (14 квітня 1940, місто Електросталь Московської області, тепер Російська Федерація) — радянська державна і комсомольська діячка, голова Центральної ради Всесоюзної піонерської організації імені Леніна, секретар ЦК ВЛКСМ, голова Комітету радянських жінок. Член Бюро ЦК ВЛКСМ з 20 грудня 1971 по квітень 1984 року. Член Центральної Ревізійної Комісії КПРС у 1981—1986 роках. Член ЦК КПРС у 1990—1991 роках. Депутат Державної думи Російської Федерації 1-го скликання (1993—1996), заступник голови Державної думи Російської Федерації (1994—1995).

## Життєпис
Народилася в родині робітника. У 1953 році вступила до комсомолу. У 1957 році закінчила середню школу міста Електросталі.
У 1957—1958 роках — лаборант середньої школи № 3 міста Електросталі Московської області.
У 1958—1961 роках — старша піонервожата семирічної школи № 5 міста Електросталі Московської області.
У 1961—1967 роках — вчитель біології і хімії восьмирічної школи № 5 міста Електросталь Московської області.
У 1963 році закінчила заочно хіміко-біологічний факультет Московського обласного педагогічного інституту імені Крупської, здобула спеціальність вчителя біології та хімії середньої школи.
Член КПРС з 1963 року.
У 1967—1968 роках — 2-й секретар, у 1968—1970 роках — 1-й секретар Електростальського міського комітету ВЛКСМ Московської області.
У 1970—1971 роках — секретар Московського обласного комітету ВЛКСМ.
У 1971 — квітні 1984 року — голова Центральної Ради Всесоюзної піонерської організації імені Леніна.
Одночасно з 1972 до 1984 року — член колегії Міністерства освіти РРФСР.
У червні 1977 — квітні 1984 року — секретар ЦК ВЛКСМ.
У квітні 1984 — лютому 1987 року — відповідальний секретар Радянського комітету захисту миру.
У 1986 році закінчила Академію суспільних наук при ЦК КПРС.
У лютому 1987—1991 роках — 1-й заступник голови Комітету радянських жінок.
У 1991—1992 роках — голова Комітету радянських жінок.
З лютого 1992 по лютий 2006 року — голова загальноросійської громадської організації «Жінки Росії» (потім «Союз жінок Росії»). У жовтні 1993 року стала одним із організаторів політичного руху «Жінки Росії».
12 грудня 1993 року обрана депутатом Державної думи Федеральних Зборів Російської Федерації I-го скликання за федеральним партійним списком громадського об'єднання «Жінки Росії», лідер парламентської фракції «Жінки Росії».
З січня 1994 по грудень 1995 року — заступник голови Державної думи Російської Федерації.
У грудні 1998 року рух «Жінки Росії» увійшов до складу політичного руху «Отечество» під головуванням мера Москви Юрія Лужкова.
Потім — на пенсії в Москві.

## Нагороди і звання
- орден Трудового Червоного Прапора
- орден Дружби народів
- орден «Знак Пошани»
- орден «За заслуги перед Вітчизною» ІІІ ст. (Російська Федерація) (2002)
- орден «За заслуги перед Вітчизною» IV ст. (Російська Федерація)
- медалі
- Лауреат Національної премії громадського визнання досягнень жінок «Олімпія» в 2001 р